# Plagideicta turbata
Plagideicta turbata là một loài bướm đêm trong họ Noctuidae.